# St. Markus (Laas)

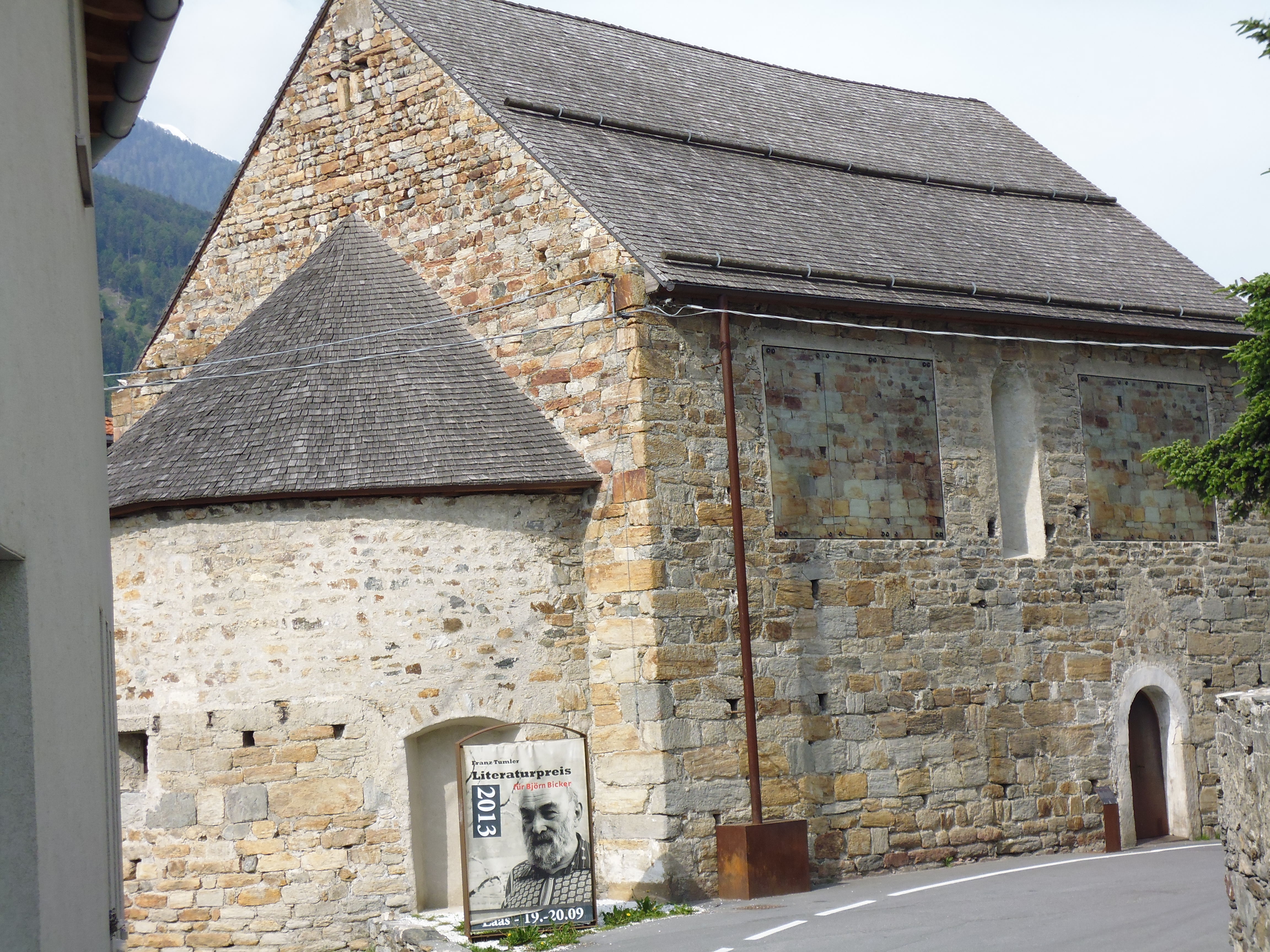
St. Markus von Nordosten: Die Glasscheiben weisen auf die wieder verschlossenen Atelierfenster hin.

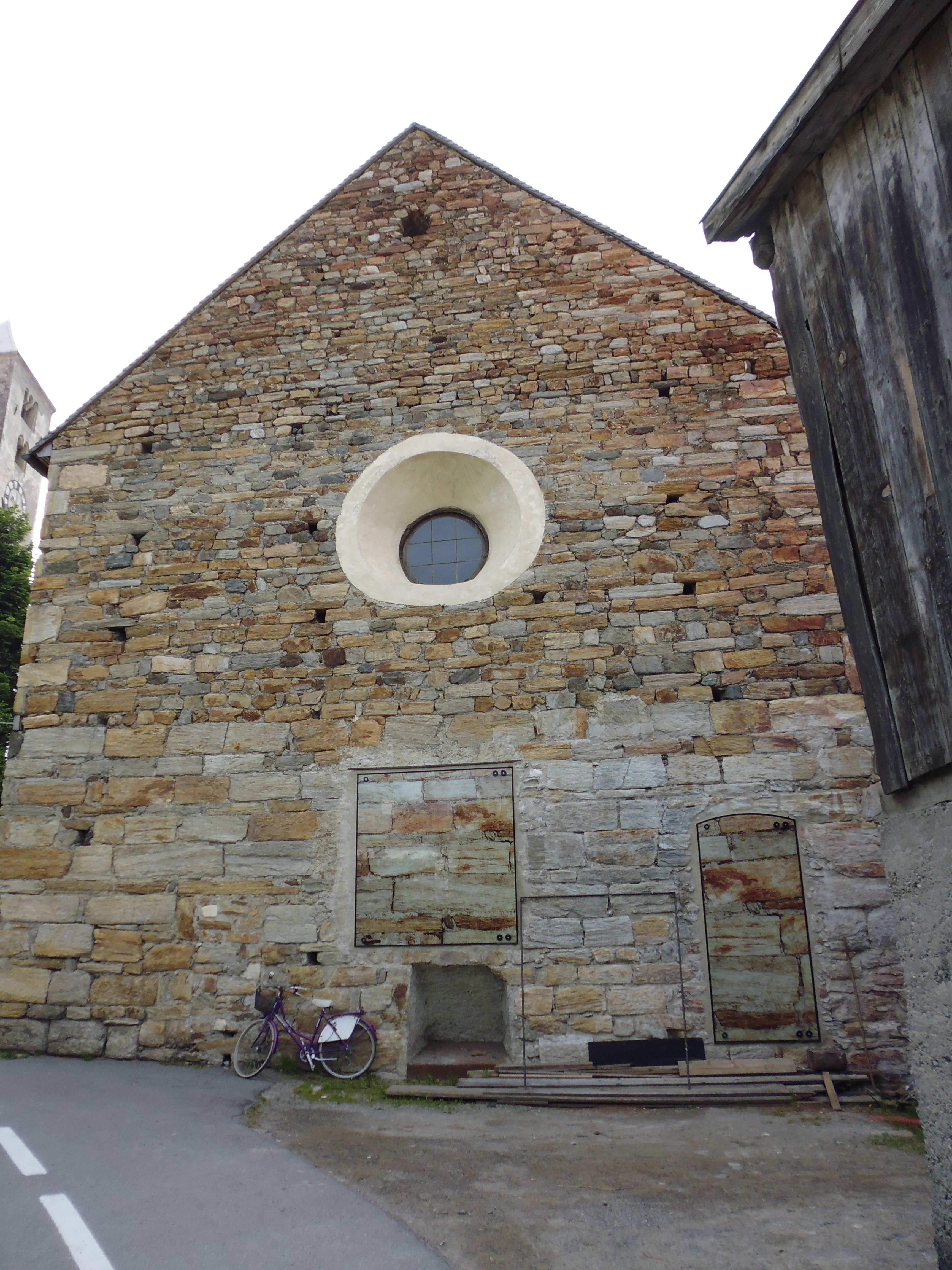
St. Markus von Westen

St. Markus (auch St. Marx genannt) ist ein kleines ehemaliges Kirchengebäude in der Ortschaft Laas in Südtirol und zählt zu den vier ältesten Kirchen von Laas. Es liegt am nördlichen Ufer der Etsch und in unmittelbarer Nachbarschaft zur Pfarrkirche St. Johannes der Täufer, von der sie durch eine Straße getrennt ist. Es war die einzige Kirche in Südtirol mit dem Patrozinium des Hl. Markus.

## Geschichte
Erstmals erwähnt wurde die Kirche im Jahre 1323, das Landesdenkmalamt datiert die Bauzeit auf 1120 bis 1130. Wer den Bau der Kirche in Auftrag gab und wem sie das Patrozinium verdankt, konnte bisher nicht geklärt werden.
Die Urbarbücher der Pfarre belegen, dass die Kirche als Beinhaus (Totengruft) von Laas gedient hat. Für das Jahr 1496 ist vermerkt, dass „Bläs Valrayrers Erbn“ jährlich drei Müttli Roggen und eineinhalb Müttli Gerste „in das painhauss oder totn grufft zu las“ Zins aus dem Waalacker abzuführen hatten. Weiterhin heißt es dann: „Cristänli sol alle Samstag Nächt und alle unserliebe frauen Nächt und alle zwelff pottn Nächt über Jar im painhauss zu Sandt Johannsn zu las redlichen und ungefarlichn beleuchtn wie dan von alter herkomen ist pfant ist ain acker genant der liecht acker...“. Im Urbar von 1586 findet sich dann der Eintrag, dass Sigmundt Platzer als Inhaber des „Liechtacker gelegen auf Creutz“ verpflichtet ist, den Brauch der Beleuchtung des Beinhauses bei St. Johannes an den „vorgemelten“ Abenden und Nächten das ganze Jahr über weiterzuführen. Wurde hier noch die Bezeichnung „bei St. Johannes“ oder „zu St. Johannes“ verwendet, so wurde es 1753 konkreter, da man hier genauer angab, dass „das Painhauß oder Todtengruft unter Sanct Marxkürchen“ zu beleuchten sei. Die oblag bereits seit alters her zu ewigen Zeiten dem Inhaber des besagten Ackers, der drei Muttmal groß war. Da dieser Acker in der Lahnsgefahr liege, habe man das Licht an den „User Frau Abenden“ an den „Apostel Abenden“ nicht anzünden können. Jetzt habe aber der nunmehrige Inhaber das Lich an den angegebenen Tagen zu stellen und „rödlich und ungefahrlich“ zu unterhalten.
Nach der Chronik von Talman Planth aus dem Jahre 1777 ist St. Marx im Engadiner Krieg  teilweise zerstört worden, wurde aber bald wieder aufgebaut. Laut den Visitationsakten von 1638 ist zu entnehmen, dass die Kirche bereits 1502 vom Churer Bischof Stephan mit zwei Altären im Chorraum und einer Gruft neu geweiht worden war. Die bischöflichen Akten bemerken hierzu:

„Sacellum S. Marci super cryptum amplum valde et altum,tabolato et uno altari constat, 2 sunt destructa, qui amodum antiquum dedificata obscurum sacellum rediderunt.“

Übersetzung in der Quelle: „Die Kirche St. Markus ist sehr geräumig und hoch, über einer Krypta, sie besteht aus einem Stockwerk und einem Altar, zwei sind abgebrochen worden.“
Während der Regierungszeit von Kaiser Joseph II. wurden zwischen 1782 und 1787  Klöster aufgehoben, sowie „überflüssige“ Nebenkirchen – so auch St. Marx – profaniert und anderen Zwecken zugeführt.
Bis 1785 war die Kirche noch in ihrer ursprünglichen Verwendung, da bis zu diesem Jahr noch in den Pfarrakten über die die jeweilige Verpflichtung an Sonn- und Feiertagen hinaus für den Christtag „bei anbrechendem Tag ein hl. Amt in der S. Marcus Kirchen“ erwähnt wird, weiterhin dass „bei anbrechendem Tag ein hl. Amt in der S. Marcus Kirchen“ abgehalten wird und „nach beendigtem Amt in der Pfarrkirche die Frueh Möß, welches beides der jeweilige Früemösser zu halten schuldig ist“. „Am Sonntag nach S. antoni abbt (17. Jänner) ist die Kirchweih bei S. Marcus, hat ein Pfarrer von Schlanders Amt und Prödig zu halten, den Vorabend muss in der s. Marcus Kirchen von einem jeweiligen Pfarrherrn die Vesper gehalten werden, jedoch mit denen, das er mit denen Priestern und Herren von Schlanders zu genießen habe, das Priester Mahl“. Nach 1786 wird die Kirche diesbezüglich nicht mehr erwähnt.
Das Gebäude wurde dann als Lagerraum für kirchliche Geräte genutzt. Eine Inventarliste der Pfarrkirche aus dem Jahre 1822 weist Fahnen, einen Himmel für Prozessionen, Leuchter, Messkleider und weitere Utensilien aus.
Beim Umbau der Pfarrkirche St. Johannes 1850/52 wurden die Gottesdienste wieder in St. Marx abgehalten.
Dem Ersuchen des k.k. Kreisamtes in Bozen vom 1. Februar 1747 an das Fürstbischöfliche Ordinariat in Trient, das Gebäude abzutragen wurde zwar stattgegeben, letztendlich wurde das Vorhaben aber nicht durchgeführt, da man durch die Erweiterung des St. Johanneskirche deren Stall und Stadel abreißen musste und als Ersatz dafür die vormalige St. Marx Kirche ins Auge gefasst wurde.
1880 wurde die 1879 gegründete und später weit über die Grenzen Tirols hinaus bekannte „k.k. Fachschule für Steinbearbeitung“ in dem Gebäude untergebracht. Dazu wurden eine Zwischendecke eingezogen und mehrere Öffnungen gebrochen, die mit Fenstern (sog. Atelierfenstern) versehen waren. Nach der Verlegung der Steinmetzschule nach Bozen im Jahre 1911 wurde hier die Volksschule untergebracht, der auch als Probenraum der örtlichen Musikkapelle genutzt wurde. Im Erdgeschoss befand sich über lange Zeit die Milchsammelstelle und eine Sennerei.
Das Gebäude dient heute sozialen Zwecken.

## Bauwerk
Die Ost-West-Richtung wurde beim Bau nur grob eingehalten, die Achse durch das relativ hohe Kirchenschiff verläuft von Westnordwest nach Ostsüdost. Das Mauerwerk besteht zum Teil aus behauenen, großen Quadern, die in der Anordnung eine große Regelmäßigkeit aufweisen. Dabei handelt es sich um roten Sandstein aus Allitz, Laaser Marmor wurde nur in kleinen Mengen verwendet. Die halbrund ausgeführte Apsis liegt an der östlichen Stirnseite, der Eingang befand sich ursprünglich in der westlichen Stirnseite, wurde jedoch in den hinteren Bereich der nördlichen Seitenwand verlegt. Im Inneren des turmlosen Gebäudes befand sich eine Krypta, die lange Zeit als Beinhaus diente.
Bei den umfangreichen Restaurierungsmaßnahmen in den Jahren 2000/2007 stieß man auf die Grundmauern einer Vorgängerkirche aus dem 7. Jahrhundert, die eine Gesamtbreite von sechs Metern hatte. Der Original Estrich und der Steinboden konnten freigelegt werden.

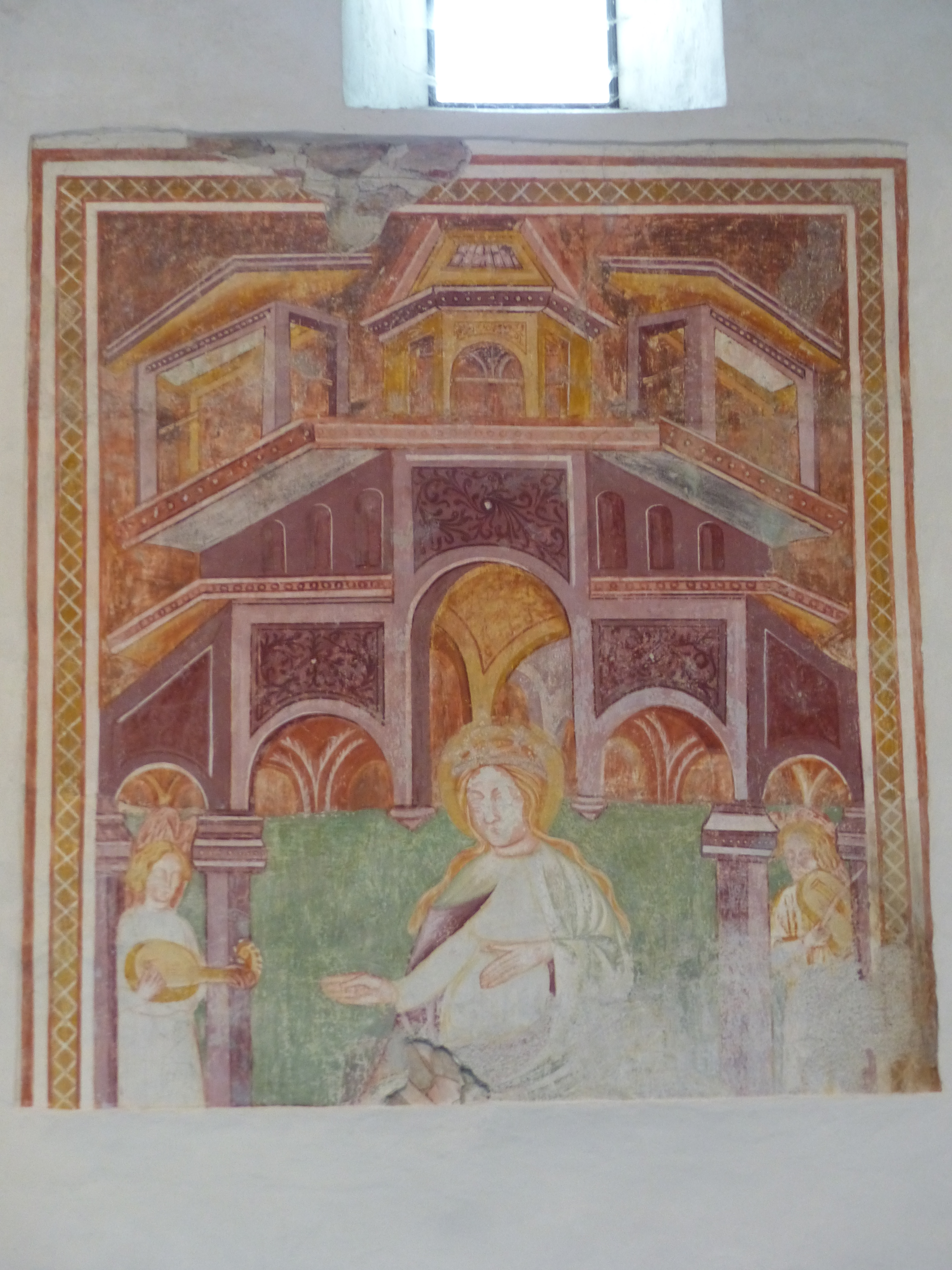
Fresko der thronenden Muttergottes

Im Inneren wurden Fragmente gotischer Fresken freigelegt, die die thronende Muttergottes darstellt, die  von musizierenden Engeln flankiert wird. Das Fresko ist von einem  Architekturrahmen umgeben. Sie werden auf die Zeit um 1400 datiert. Die Qualität der Fresken wird als hoch eingestuft. Geringe Farbreste spätmittelalterlicher Wandmalereien konnten auch an der Südwand freigelegt werden. Die Apsis wurde wieder in die ursprünglich Form gebracht und der Zugang zur Krypta wiederhergestellt.
Weiterhin wurden die Atelierfenster wieder sachgemäß verschlossen (sie werden heute durch an der Mauer angebrachte Glasscheiben angedeutet).

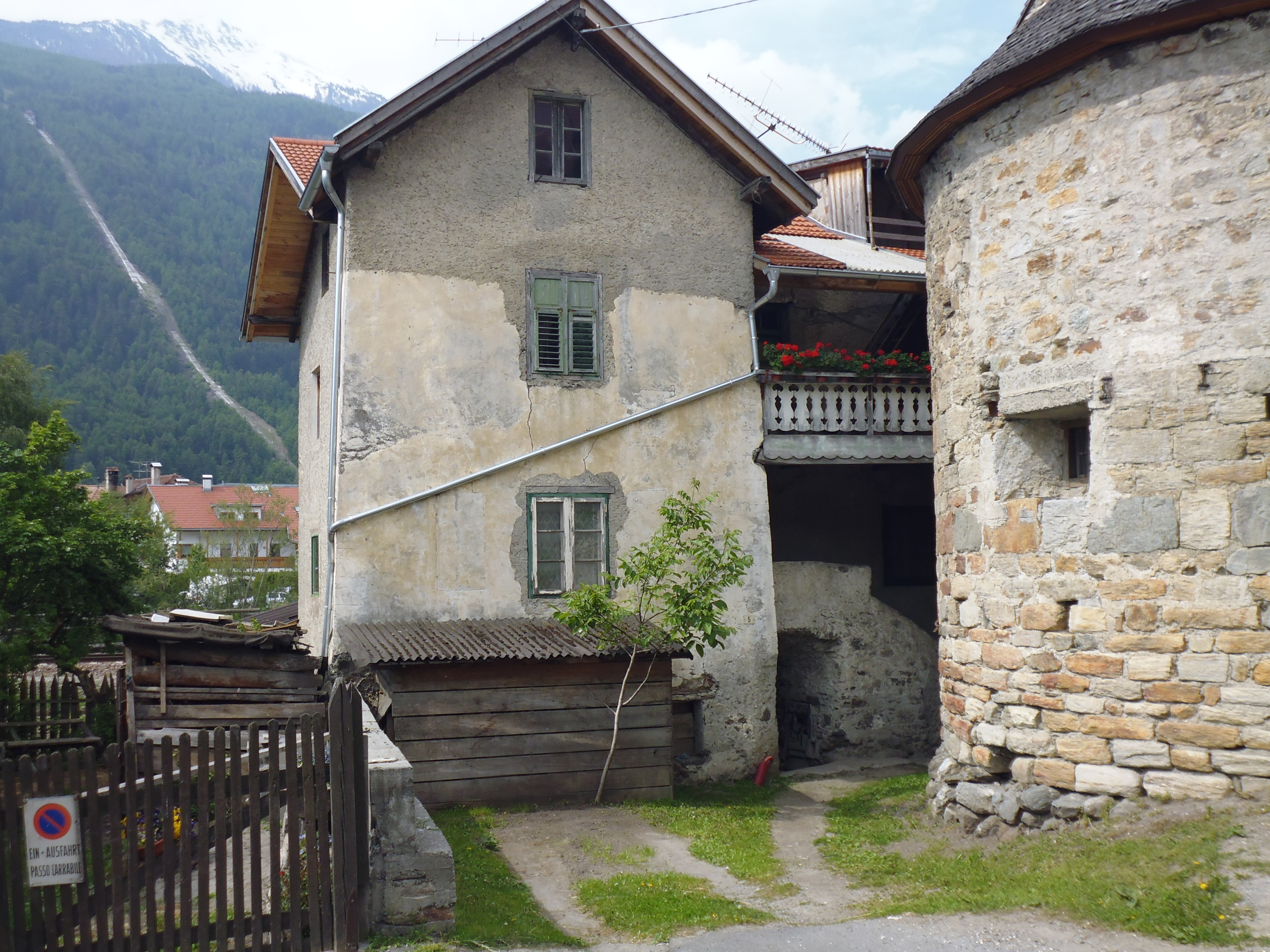
„Hofstat unter sand Marxkyrchn“

Im Süden ist das Kirchengebäude durch Holzbalustraden mit einem Gebäude verbunden, das bereits im Jahre 1496 als „hofstat unter sand Marxkyrchn“ erwähnt wird. 1695 war ein Hans Sarz aus diesem Hause steuerpflichtig. Später wird es „Metzgerbehausung genannt welche mit Stall und Stadl gen Mitternacht“ (also gegen Norden) „an die St. Markuskirche stoßt“.